# Francisco Hormazábal
Francisco Hormazábal Castillo (Antofagasta, 4 luglio 1920 – Santiago del Cile, 13 gennaio 1990) è stato un allenatore di calcio e calciatore cileno, di ruolo difensore.

## Carriera
Prese parte con la nazionale cilena al Campeonato sudamericano del 1949.

## Palmarès

### Giocatore

#### Competizioni nazionali
- Campionato cileno: 3

Colo-Colo: 1941, 1944, 1947

### Allenatore

#### Competizioni nazionali
- Campionato cileno: 1

Colo-Colo: 1970
- Primera B (Cile): 2

O'Higgins: 1954
Dep. Antofagasta: 1968
- Campionato colombiano: 1

Ind. Santa Fe: 1975